# Classificação dos automóveis
Classificação dos automóveis é o sistema que identifica automóveis, de modo a facilitar sua comparação. Há modelos que pertencem a mais de uma classe e outros que não pertencem a nenhuma.

## Brasil
No âmbito legal, no Brasil, os automóveis fazem parte de uma abrangência maior de classificação, a classificação de veículos conforme tipo, a marca, a espécie e a carroceria possível. Tudo estabelecido pela Resolução nº 916/2022, do SENATRAN.
Assim, podemos ter tipo ciclomotor, motoneta, motocicleta, triciclo, automóvel, caminhão, trator, ônibus, entre outros. Quanto à marca, será do fabricante ou especial, caso não seja produção em série. Por espécie, temos passageiros, tração ou especial. Carroceria possível há inúmeras, como furgão, cabine tripla, bombeiros, tanque, carro fúnebre, etc.

## Europa e EUA
Na Europa, a segmentação automóvel ocorre em seis grandes grupos principais, cujo critério adotado é o comprimento.
Assim, temos o setor organizado em seis segmentos automóveis principais: A, B, C, D, E, F. Que podemos traduzir respetivamente por: carros citadinos, utilitários, familiares compactos, familiares médios/ executivos médios, familiares grandes/ executivos grandes e luxo.
No âmbito mercadológico, técnico ou popular, é a seguinte a lista de classes utilizadas regularmente.

### Segmento A – Citadinos
Este segmento automóvel é a primeira categoria de carros ligeiros definida pela Comissão Europeia, que diz respeito aos veículos menores, utilizados principalmente em áreas urbanas, com até 3,5 metros de comprimento. 
Alguns exemplos de veículos que pertencem ao segmento A são o Volkswagen Polo, o Opel Corsa e o SEAT Ibiza.

### Segmento B – Utilitários
Na teoria, fazem do segmento B – a categoria de carros utilitários – todos os automóveis cujo comprimento varia entre os 3,6 e os 3,9 metros.
Alguns modelos que fazem parte do segmento B são, por exemplo, o Ford Fiesta, o Mazda 2 ou o Peugeot 208.

### Segmento C – Compactos
O segmento C diz respeito aos carros familiares compactos que, segundo os critérios em vigor, são os veículos com dimensões compreendidas entre os 4 e os 4,3 metros de comprimento.
Alguns modelos que fazem parte deste segmento automóvel são o Volkswagen Golf, o Ford Focus, o ŠKODA Octavia ou o Mercedes-Benz Classe A.

### Segmento D – Familiares
No segmento D encontram-se os veículos familiares médios e também os carros executivos compactos.
O BMW Série 3, Volkswagen Passat, Tesla Model 3, Mercedes-Benz Classe C e o Audi A4 são exemplos que fazem parte deste segmento automóvel.

### Segmento E – Executivos
Neste segmento encontram-se os carros com 4,7 metros ou mais. 
São exemplos o Audi A6, BMW Série 5 e Mercedes-Benz Classe E.

### Segmento F – Luxo
O segmento F não utiliza tanto as dimensões, mas o luxo e a exclusividade do modelo.
São exemplos o Mercedes-Benz Classe S, Maserati Quattroporte, Lexus LS e o Audi A8.
| América do Norte          | Europa                 | Segmento | Exemplo                                                                                       |
| ------------------------- | ---------------------- | -------- | --------------------------------------------------------------------------------------------- |
| Micro                     | –                      | –        | Smart Fortwo, Isetta                                                                          |
| –                         | Supermini              | Classe A | Citroën C1, Fiat Panda, Peugeot 108, Renault Twingo                                           |
| Subcompacto               | Supermini              | Classe B | Citroën C3, Ford Fiesta, Peugeot 208, Renault Clio                                            |
| Compacto                  | Pequeno familiar       | Classe C | Citroën C4 Lounge, Citroën DS4, Ford Focus, Peugeot 308 (CAE 2014), Renault Mégane (CAE 2003) |
| Tamanho médio             | Grande familiar        | Classe D | Citroën C5, Citroën DS5, Peugeot 508,Volkswagen Passat                                        |
| Tamanho grande            | Grande familiar        | Classe E | Chrysler 300                                                                                  |
| Luxo                      | Executivo              | Classe F | Mercedes Classe S, Maserati Quattroporte, Lexus LS, Audi A8, BMW Série 7                      |
| Desportivo                | –                      | –        | Porsche 911, McLaren P1, Ferrari LaFerrari                                                    |
| Cabrio (Cabriolet)        | –                      | –        | Saab 900 Convertible                                                                          |
| Roadster                  | Roadster               | –        | BMW Z4, Audi TT, Peugeot RCoZ                                                                 |
| –                         | Pequeno monovolume     | Classe B | Fiat Idea                                                                                     |
| –                         | Pequeno monovolume     | Classe C | Citroën C4 Picasso, Peugeot 5008, Renault Scénic                                              |
| Minivan                   | Monovolume             | Classe D | Renault Espace, Toyota Previa                                                                 |
| SUV crossover subsompacto | Pequeno Todo-o-Terreno | Classe B | Ford EcoSport, Honda HR-V                                                                     |
| SUV compacto              | Pequeno Todo-o-Terreno | Classe C | Citroën C-RX, Honda CR-V, Peugeot 2008, Peugeot 3008, Renault Captur, Renault Duster          |
| SUV de tamanho médio      | Pequeno Todo-o-Terreno | Classe D | BMW X5, Citroën DS 6WR                                                                        |
| SUV de tamanho médio      | Grande Todo-o-Terreno  | Classe E | Jeep Grand Cherokee                                                                           |
| SUV de tamanho grande     | Grande Todo-o-Terreno  | Classe F | Cadillac Escalade                                                                             |
| Picape Pequena            | Picape                 | –        | Fiat Strada, Volkswagen Saveiro, Chevrolet Montana, Peugeot Hoggar                            |
| Picape de grande porte    | Picape                 | –        | Ford F-Series                                                                                 |